# Boğaziçi Sultans 2024
Questa voce raccoglie le informazioni riguardanti i Boğaziçi Sultans nelle competizioni ufficiali della stagione 2024.

## 1. Lig 2024

### Stagione regolare
| Istanbul 10 marzo 2024, ore 14:00 1ª giornata | Boğaziçi Sultans | 6 – 21 | Istanbul Bisons | Anadolu Hisar Kampüsü Spor Tesisler |

| Smirne 17 marzo 2024, ore 18:00 2ª giornata | İzmir Halcyons | 16 – 7 | Boğaziçi Sultans | Balçova Spor Kompleksi |

| Istanbul 6 aprile 2024, ore 14:00 3ª giornata | Boğaziçi Sultans | 9 – 13 | Koç Rams | Anadolu Hisar Kampüsü Spor Tesisler |

| Ankara 21 aprile 2024, ore 15:30 4ª giornata | ODTÜ Falcons | 10 – 7 | Boğaziçi Sultans | ODTÜ Falcons Arena |

| Istanbul 28 aprile 2024, ore 14:00 5ª giornata | Boğaziçi Sultans | 21 – 12 | Gazi Warriors | Anadolu Hisar Kampüsü Spor Tesisler |

| Istanbul 12 maggio 2024, ore 14:00 6ª giornata | Boğaziçi Sultans | 18 – 0 | Istanbul Bulls | Anadolu Hisar Kampüsü Spor Tesisler |

| Istanbul 18 maggio 2024, ore 13:00 7ª giornata | ITÜ Hornets | 22 – 13 | Boğaziçi Sultans | İTÜ Maslak Futbol sahası |

## Statistiche di squadra
| Competizione      | %Vittorie | In casa | In casa | In casa | In casa | In casa | In casa | In trasferta | In trasferta | In trasferta | In trasferta | In trasferta | In trasferta | Totale | Totale | Totale | Totale | Totale | Totale |
| Competizione      | %Vittorie | G       | V       | N       | P       | Pf      | Ps      | G            | V            | N            | P            | Pf           | Ps           | G      | V      | N      | P      | Pf     | Ps     |
| ----------------- | --------- | ------- | ------- | ------- | ------- | ------- | ------- | ------------ | ------------ | ------------ | ------------ | ------------ | ------------ | ------ | ------ | ------ | ------ | ------ | ------ |
| Stagione regolare | .286      | 4       | 2       | 0       | 2       | 54      | 46      | 3            | 0            | 0            | 3            | 27           | 48           | 7      | 2      | 0      | 5      | 81     | 94     |
| Totale            | .286      | 4       | 2       | 0       | 2       | 54      | 46      | 3            | 0            | 0            | 3            | 27           | 48           | 7      | 2      | 0      | 5      | 84     | 94     |